# (76803) 2000 PK30
(76803) 2000 PK30 est un objet transneptunien de la ceinture de Kuiper.

## Caractéristiques
2000 PK30 mesure environ 150 km de diamètre.

## Orbite
L'orbite de 2000 PK30 possède un demi-grand axe de 38,718 ua et une période orbitale d'environ 241 ans. Son périhélie l'amène à 33,987 ua du Soleil et son aphélie l'en éloigne de 43,448 ua. 

## Découverte
2000 PK30 a été découvert le 5 août 2000.